# Игнасио Лорес
Игнасио Лорес Варела (роден на 26 април 1991 г. в Монтевидео) е уругвайски футболист. Играе като нападател.

## Клубна кариера
Роден в Монтевидео, Игнасио Лорес започва кариерата си в местния клуб Дефенсор Спортинг. Още след първите му мачове в уругвайската Примера Дивисион е определен за един от най-големите таланти в южноамериканската страна.
През лятото на 2011 г. Лорес е закупен от италианския Палермо за сумата от 2,8 млн. евро.